# Worldsteel

Das Logo von Worldsteel

Worldsteel ist der Welt-Branchenverband der Stahlindustrie. Er wird oft auch 'world steel association', 'worldsteel association' oder 'Weltstahlverband' genannt.
Der Verband wurde als 'International Iron and Steel Institute' am 10. Juli 1967 gegründet. Am 6. Oktober 2008 änderte er seinen Namen in 'World Steel Association' (etwa: Welt-Stahl-Verband). Worldsteel ist eine Non-Profit-Organisation mit Hauptsitz in Brüssel (Belgien). Ein zweites Büro wurde im April 2006 in Peking eröffnet. Höchstes Gremium des Verbandes ist das 'Board of Directors’. Es wählt jährlich ein 'Executive Committee'.
Verbandsmitglieder sind
- etwa 160 Stahlproduzenten (darunter 16 der 20 weltgrößten Stahlfirmen),
- nationale und regionale Stahlvereinigungen sowie
- einschlägige Forschungsinstitute.[1];

Die WSA-Stahlproduzenten stellen etwa 85 Prozent der weltweiten Produktionsmenge her.

## Konferenzen
- - worldsteel-46 Delhi (2012)
  - worldsteel-45 Paris (2011)
  - worldsteel-44 Tokyo (2010)
  - worldsteel-43 Beijing (2009)
  - IISI-42 Washington DC (2008)
  - IISI-41 Berlin
  - IISI-40 Buenos Aires
  - IISI-39 Seoul